# Puccinia mogiphanis
Puccinia mogiphanis är en svampart som beskrevs av Arthur 1918. Puccinia mogiphanis ingår i släktet Puccinia och familjen Pucciniaceae.   Inga underarter finns listade i Catalogue of Life.